# قلعه کی دانی
قلعه کی دانی (به ژاپنی: 城井谷城 きいだにじょう)، قلعه ای متعلق به کی شیگه‌فوسا/ اوتسونومیا شیگه‌فوسا؛ (۱۵۳۶ تولد – ۱۵ مه ۱۵۸۸ مرگ) سنگوکودایمیو در ولایت بوزن در دوره سنگوکو و دوره آزوچی-مومویاما بود.
در سال ۱۱۹۵ (کنکیو ۶)، نوبوفاسا اوتسونومیا که توسط نخستین شوگون از شوگون‌سالاری کاماکورا میناموتو نو یوریتومو به عنوان ملازم ولایت بیزن منصوب شد، این قلعه را ساخت و محل اقامت خاندان بیزن اوتسونومیا شد. اگرچه بعدها خاندان اوتسونومیا نام خود را به خاندان کی تغییر داد، اما اهمیت این قلعه تغییر نکرد و خاندان کی قدرت خود را در ولایت بیزن با مرکزیت قلعه جویدانی حفظ کرد.
با گذشت زمان و حتی در دوره سنگوکو، قلعه بدون اینکه حتی یک بار مورد تهاجم قرار گیرد، به حیات خود ادامه داد، هرچند که تحت تأثیر تغییرات قدرت‌های اطراف بود (خاندان اوئوچی، خاندان اوتومو، سپس خاندان شیمازو). با این حال، به دلیل فتح کیوشو توسط تویوتومی هیده‌یوشی که در سال ۱۵۸۶ شروع شد، رئیس خاندان کی، کی شیگه‌فوسا (اوتسونومیا شیگه‌فوسا) نیز به از هیده‌یوشی پیروی کرد. در سال ۱۵۸۷ (تنشو ۱۵)، هیده‌یوشی به شیگه‌فوسا دستور داد تا به ولایت ایو نقل مکان کند، اما شیگه‌فوسا، که می‌خواست از زمین به ارث رسیده از اجدادش محافظت کند، با این کار مخالفت کرد. جو ناآرامی بین کورودا یوشیتاکا و او ایجاد شد. کورودا یوشیتاکا توسط هیده‌یوشی به عنوان ارباب شش ناحیه ولایت بوزن انتخاب شد. موری کاتسونوبو که به خوبی از احساسات شیگه‌فوسا آگاه بود، به شیگه‌فوسا پیشنهاد کرد که قلعه کی دانی را ترک کند و سپس به هیده‌یوشی دادخواست بدهد و شیگه‌فوسا قلعه کی دانی را تسلیم کرد. کاتسونوبو از هیده‌یوشی درخواست کرد تا انتقال محل حکمرانی خاندان کی را متوقف کند، اما هیده‌یوشی سرسختانه نپذیرفت. شیگه‌فوسا سرانجام تصمیم خود را گرفت و در اکتبر همان سال به قلعه کی دانی یورش برد و آن را بازپس گرفت. تصمیم گرفته شد که آنها را محاصره کرده و به ارتش تویوتومی حمله کنند. علاوه بر این، در واکنش به قیام خاندان کی، بزرگ‌ترین فئودال محلی درولایت بوزن، قیام محلی بوزن آغاز شد.
شیگه‌فوسا که از یک مزیت جغرافیایی برخوردار بود، از تاکتیک‌های چریکی برای دفع ارتش مهاجم تویوتومی به رهبری کورودا ناگاماسا استفاده کرد. شیگه‌فوسا قرارداد صلح را پذیرفت به شرطی که  آنتو هونریو و دختر ۱۳ ساله شیگه‌فوسا، تسوروهیمه، گروگان گرفته شوند. در سال ۱۵۸۸ (تنشو ۱۶)، شیگه‌فوسا به دعوت ناگاماسا به قلعه ناکاتسو رفت، اما به دلیل نقشه ای که کورودا یوشیتاکا به پسرش کورودا ناگاماسا داده بود، شیگه‌فوسا در یک مهمانی نوشیدنی در محوطه قلعه ترور شد. زیردستان او که در معبد گوگنجی در شهر قلعه نگهداری می‌شدند، و همچنین پدر شیگه‌فوسا، ناگافوسا و دست نشاندگانش که در زمان غیبت او از قلعه کی دانی محافظت می‌کردند، نیز از بین رفتند. علاوه بر این، پسر ارشد او کی آسافوسا، که همراه کورودا یوشیتاکا برای سرکوب شورش ولایت هیگو در هیگو بود، توسط یوشیتاکا ترور شد.
دخترش «تسوروهیمه» در کنار رودخانه سنبونماتسو رودخانه یاماکونی به طرز وحشیانه ای به صلیب کشیده شد. به این ترتیب، خاندان کی به عنوان دایمیو نابود شد.